# برگ‌ساب‌واران
برگ‌ساب‌واران (نام علمی: Gracillarioidea) نام یک بالاخانواده از زیرراسته دوروزنه‌ای است.